# Alyxia rostrata
Alyxia rostrata är en oleanderväxtart som först beskrevs av F. Markgraf, och fick sitt nu gällande namn av F. Markgraf. Alyxia rostrata ingår i släktet Alyxia och familjen oleanderväxter. Inga underarter finns listade i Catalogue of Life.